# Provincia de Maranhão
La provincia de Maranhão (en portugués: província do Maranhão) fue una unidad administrativa y territorial del Imperio del Brasil desde 1821, creada a partir de la capitanía del Maranhão. Luego de la proclamación de la República el 15 de noviembre de 1889 pasó a convertirse en el actual estado de Maranhão.